# Giuseppe Gaspari
Giuseppe Gaspari (Ascoli Piceno, Reino de Italia; 6 de septiembre de 1932 – 18 de junio de 2025) fue un futbolista italiano que jugó en la posición de guardameta.

## Equipos
| Periodo   | Club              | Apariciones | Goles |
| --------- | ----------------- | ----------- | ----- |
| 1949-1954 | Ascoli Calcio     | 125         | 0     |
| 1955–1959 | AS Livorno Calcio | 63          | 0     |
| 1959–1961 | Catania Calcio    | 64          | 0     |
| 1961–1962 | Juventus FC       | 4           | 0     |
| 1962–1965 | Modena FC         | 41          | 0     |
| 1965–1966 | US Anconitana     | 11          | 0     |